# اریک فلنر
اریک فلنر (انگلیسی: Eric Fellner؛ زادهٔ ۱۹۵۹) تهیه‌کننده اهل بریتانیا است.

## فیلم‌شناسی
- چهار عروسی و یک تشییع جنازه (۱۹۹۶) - تهیه‌کننده
- الیزابت (۱۹۹۸) - تهیه‌کننده
- کفاره (۲۰۰۷) - تهیه‌کننده
- رازها (۲۰۱۴) - مدیر اجرایی
- زباله (۲۰۱۴) - تهیه‌کننده
- نظریه همه‌چیز (۲۰۱۴) - تهیه‌کننده
- اورست (۲۰۱۵) - تهیه‌کننده
- جاسوس لندن (۲۰۱۵) - مدیر اجرایی
- گریمزبی (۲۰۱۵) - تهیه‌کننده
- درود بر سزار! (۲۰۱۶) - تهیه‌کننده
- دختر دانمارکی (۲۰۱۶) - تهیه‌کننده